# Lorenzo Dalla Porta

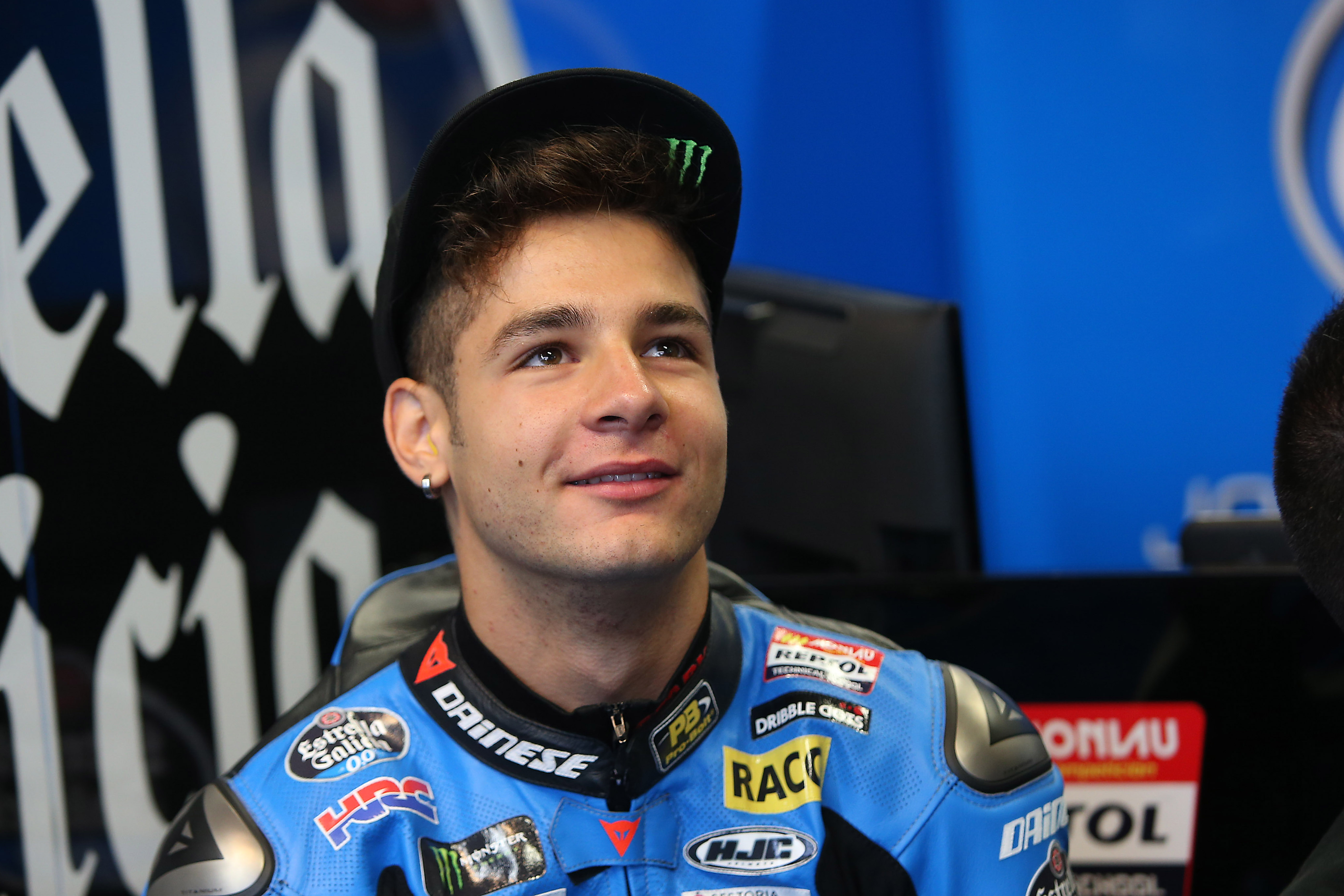
Lorenzo Dalla Porta in 2016.

Lorenzo Dalla Porta (Prato, 22 juni 1997) is een Italiaans motorcoureur.

## Carrière
Dalla Porta werd in 2012 kampioen in het Italiaanse 125cc-kampioenschap. In de daaropvolgende twee seizoenen nam hij ook deel aan diverse klassen van het Italiaanse kampioenschap voordat hij in 2015 overstapte naar de Spaanse Moto3. In zijn eerste seizoen in deze klasse behaalde hij een podiumplaats op het Circuito Permanente de Jerez en werd hij negende in het kampioenschap met 78 punten. Dat seizoen maakte hij ook zijn debuut in de Moto3-klasse van het wereldkampioenschap wegrace bij het fabrieksteam van Husqvarna als de vervanger van de halverwege het seizoen naar een ander team vertrokken Isaac Viñales. Met een achtste plaats tijdens zijn derde race in Groot-Brittannië als beste resultaat werd hij met 13 punten 25e in de eindstand.
In 2016 reed Dalla Porta een tweede seizoen in de Spaanse Moto3 en werd kampioen door overwinningen te behalen op het Circuit Bugatti, het Circuit de Barcelona-Catalunya (tweemaal) en het Circuito de Albacete, waardoor hij met 214 punten het kampioenschap won met negen punten voorsprong op Marcos Ramírez. Daarnaast trad hij dat seizoen ook op als regelmatig vervangend coureur in het wereldkampioenschap Moto3. Tijdens zijn thuisrace in Italië verving hij de geblesseerde Philipp Öttl op een KTM en scoorde een punt met de vijftiende plaats. Tijdens de TT Assen verving hij eenmalig de Honda-coureur Jorge Navarro en werd tiende. Vanaf de race in Groot-Brittannië was hij de permanente vervanger van Romano Fenati bij het opleidingsteam van Valentino Rossi nadat Fenati om disciplinaire redenen uit het team was gezet. Hij scoorde nog een elfde plaats in Japan en werd met 12 punten dertigste in het eindklassement.
In 2017 maakte Dalla Porta zijn fulltime debuut in het wereldkampioenschap Moto3. Op een ondermaatse Mahindra-motorfiets wist hij geen goede resultaten te boeken, hij eindigde slechts drie keer in de punten, waarbij een tiende plaats in Australië zijn beste klassering was. Met 9 punten eindigde hij op de 28e plaats in het kampioenschap.
In 2018 stapte Dalla Porta binnen de Moto3 over naar een Honda-motorfiets. In de eerste race van het seizoen in Qatar behaalde hij direct zijn eerste podiumplaats door achter Jorge Martín en Arón Canet als derde te eindigen. Hierna stond hij tot de race in San Marino niet meer op het podium, toen hij zijn eerste Grand Prix won nadat de oorspronkelijke raceleider Marco Bezzecchi in de voorlaatste ronde crashte.

## Statistieken

### Grand Prix

#### Per seizoen
| Seizoen | Klasse | Motor     | Team                         | Races | Winst | Podiums | Poles | SR | Ptn | Pos |
| ------- | ------ | --------- | ---------------------------- | ----- | ----- | ------- | ----- | -- | --- | --- |
| 2015    | Moto3  | Husqvarna | Husqvarna Factory Laglisse   | 9     | 0     | 0       | 0     | 0  | 13  | 25e |
| 2016    | Moto3  | KTM       | Schedl GP Racing             | 1     | 0     | 0       | 0     | 0  | 1   | 30e |
| 2016    | Moto3  | KTM       | Sky Racing Team VR46         | 7     | 0     | 0       | 0     | 0  | 5   | 30e |
| 2016    | Moto3  | Honda     | Estrella Galicia 0,0         | 1     | 0     | 0       | 0     | 0  | 6   | 30e |
| 2017    | Moto3  | Mahindra  | Aspar Team                   | 18    | 0     | 0       | 0     | 0  | 9   | 28e |
| 2018    | Moto3  | Honda     | Leopard Racing               | 18    | 1     | 5       | 0     | 2  | 151 | 5e  |
| 2019    | Moto3  | Honda     | Leopard Racing               | 19    | 4     | 11      | 1     | 1  | 279 | 1e  |
| 2020    | Moto2  | Kalex     | Italtrans Racing Team        | 15    | 0     | 0       | 0     | 0  | 5   | 27e |
| 2021    | Moto2  | Kalex     | Italtrans Racing Team        | 13    | 0     | 0       | 0     | 0  | 10  | 27e |
| 2022    | Moto2  | Kalex     | Italtrans Racing Team        | 20    | 0     | 0       | 0     | 0  | 21  | 22e |
| 2023    | Moto2  | Kalex     | Pertamina Mandalika SAG Team | 5     | 0     | 0       | 0     | 0  | 0   | 35e |
| 2023    | Moto2  | Forward   | Forward Team                 | 2     | 0     | 0       | 0     | 0  | 0   | 35e |
| Totaal  | Totaal | Totaal    | Totaal                       | 128   | 5     | 16      | 1     | 3  | 500 |     |

#### Per klasse
| Klasse | Seizoenen | 1e GP             | 1e podium  | 1e winst        | Races | Winst | Podiums | Poles | SR | Ptn | Kampioen |
| ------ | --------- | ----------------- | ---------- | --------------- | ----- | ----- | ------- | ----- | -- | --- | -------- |
| Moto3  | 2015-2019 | Indianapolis 2015 | Qatar 2018 | San Marino 2018 | 73    | 5     | 16      | 1     | 3  | 464 | 1        |
| Moto2  | 2020-2023 | Qatar 2020        |            |                 | 55    | 0     | 0       | 0     | 0  | 36  | 0        |
| Totaal | 2015-2023 | 2015-2023         | 2015-2023  | 2015-2023       | 128   | 5     | 16      | 1     | 3  | 500 | 1        |

#### Races per jaar
(vetgedrukt betekent pole positie; cursief betekent snelste ronde)
| Jaar | Klasse | Motor     | 1       | 2       | 3       | 4       | 5       | 6       | 7       | 8       | 9       | 10      | 11      | 12      | 13      | 14      | 15      | 16      | 17      | 18      | 19     | 20     | Pos | Ptn |
| ---- | ------ | --------- | ------- | ------- | ------- | ------- | ------- | ------- | ------- | ------- | ------- | ------- | ------- | ------- | ------- | ------- | ------- | ------- | ------- | ------- | ------ | ------ | --- | --- |
| 2015 | Moto3  | Husqvarna | QAT     | AME     | ARG     | SPA     | FRA     | ITA     | CAT     | NED     | DUI     | INP 28  | TSJ 19  | GBR 8   | SMR 11  | ARA 24  | JPN 24  | AUS DNF | MAL 16  | VAL 22  |        |        | 25  | 13  |
| 2016 | Moto3  | KTM       | QAT     | ARG     | AME     | SPA     | FRA     | ITA 15  | CAT     |         |         |         |         | GBR 18  | SMR 17  | ARA 25  | JPN 11  | AUS 19  | MAL 16  | VAL DNF |        |        | 30  | 12  |
| 2016 | Moto3  | Honda     |         |         |         |         |         |         |         | NED 10  | DUI     | OOS     | TSJ     |         |         |         |         |         |         |         |        |        | 30  | 12  |
| 2017 | Moto3  | Mahindra  | QAT 23  | ARG DNF | AME 26  | SPA 19  | FRA 14  | ITA 19  | CAT 19  | NED DNF | DUI 19  | TSJ 19  | OOS DNF | GBR 17  | SMR 15  | ARA DNF | JPN DNF | AUS 10  | MAL DNF | VAL 20  |        |        | 28  | 9   |
| 2018 | Moto3  | Honda     | QAT 3   | ARG 7   | AME 18  | SPA DNF | FRA DNF | ITA 8   | CAT 17  | NED 6   | DUI 13  | TSJ 10  | OOS 5   | GBR C   | SMR 1   | ARA 13  | THA 2   | JPN 2   | AUS DNF | MAL 2   | VAL 18 |        | 5   | 151 |
| 2019 | Moto3  | Honda     | QAT 2   | ARG 7   | AME 13  | SPA 8   | FRA 2   | ITA 2   | CAT DNF | NED 2   | DUI 1   | TSJ 2   | OOS 6   | GBR 3   | SMR 8   | ARA 11  | THA 2   | JPN 1   | AUS 1   | MAL 1   | VAL 21 |        | 1   | 279 |
| 2020 | Moto2  | Kalex     | QAT 24  | SPA 19  | AND DNF | TSJ 24  | OOS 19  | STI 17  | SMR 13  | EMI 14  | CAT DNF | FRA 18  | ARA 17  | TER 18  | EUR 20  | VAL DNF | POR 17  |         |         |         |        |        | 27  | 5   |
| 2021 | Moto2  | Kalex     | QAT 18  | DOH 14  | POR 12  | SPA 16  | FRA DSQ | ITA DNF | CAT DNF | DUI DNF | NED DNF | STI 12  | OOS DNF | GBR DNS | ARA DNF | SMR DNF | AME     | EMI     | ALG     | VAL     |        |        | 27  | 10  |
| 2022 | Moto2  | Kalex     | QAT DNF | INA 20  | ARG DNF | AME 16  | POR DNF | SPA 15  | FRA 12  | ITA DNF | CAT 11  | DUI DNF | NED 16  | GBR 17  | OOS DNF | SMR DNF | ARA 12  | JPN 15  | THA NC  | AUS DNF | MAL 12 | VAL 14 | 22  | 21  |
| 2023 | Moto2  | Kalex     | POR 19  | ARG 23  | AME DNF | SPA 25  | FRA 21  |         |         |         |         |         |         |         |         |         |         |         |         |         |        |        | 35  | 0   |
| 2023 | Moto2  | Forward   |         |         |         |         |         | ITA 20  | DUI DNF | NED     | GBR     | OOS     | CAT     | SMR     | IND     | JPN     | INA     | AUS     | THA     | MAL     | QAT    | VAL    | 35  | 0   |